# Sam Querrey
Sam Austin Querrey (født 7. oktober 1987 i San Francisco, Californien, USA) er en amerikansk tennisspiller, der blev professionel i 2006. Han har (pr. september 2010), vundet seks ATP-singleturneringer. Det er også blevet til to double-titler. Querreys bedste resultat i Grand Slam-sammenhæng kom ved US Open i 2008, hvor han nåede 4. runde. Hans højeste placering på verdensranglisten er en 19. plads, som blev opnået i juli 2010.
Querrey er 198 cm høj og vejer 91 kg.